# جون د. لي
جون د. لي (بالإنجليزية: John D. Lee)‏ (و. 1812 – 1877 م) هو سياسي أمريكي، توفي عن عمر يناهز 65 عاماً ، بسبب إعدام رميا بالرصاص.

## روابط خارجية
- جون د. لي على موقع الموسوعة البريطانية (الإنجليزية)